# Meionite
La meionite è un minerale.